# Indofood
PT Indofood Sukses Makmur Tbk (znane jako Indofood) – indonezyjskie przedsiębiorstwo spożywcze założone w 1990 roku. Należy do krajowego konglomeratu Salim Group.
Jest właścicielem marki Indomie (zupki z makaronem instant).